# Schütte-Lanz D.I
Schütte-Lanz D.I là một mẫu máy bay tiêm kích hai tầng cánh của Đức trong Chiến tranh thế giới I.

## Quốc gia sử dụng
German Empire

## Tính năng kỹ chiến thuật
Đặc tính tổng quan
- Kíp lái: 1
- Chiều dài: 5,4 m (17 ft 9 in)
- Sải cánh: 7,5 m (24 ft 7 in)
- Động cơ: 1 × Oberursel U.0 động cơ piston 7 xy-lanh, làm mát bằng không khí, 60 kW (80 hp)

Hiệu suất bay
- Vận tốc cực đại: 135 km/h (84 mph; 73 kn)